# Звеноразборочная поточная линия

Звеноразборочная поточная линия — совокупность агрегатных станков, механизмов, приспособлений, расположенных в соответствии с последовательностью операций технологического процесса разборки рельсового звена, а также транспортных устройств, которые при разборке передвигают рельсовые звенья и их элементы с позиции на позицию.

## Применение
Линии предназначены для разборки звеньев рельсо-шпальной решётки железнодорожного пути длиной 12,5 и 25 метров с деревянными или железобетонными шпалами. Технологические процессы разборки рельсовых звеньев осуществляются на производственных базах путевых машинных станций.

## Конструкция и принцип работы
Звеноразборочная поточная линия устанавливается под козловым краном, который осуществляет погрузку и разгрузку звеньев. Для разборки звеньев с деревянными шпалами используют звенорасшивочную машину ОПМС-1, звеноразборочную машину ЗРМ и стационарный стенд ЗРС. Звенорасшивочная машина ОПМС-1 перемещается по рельсам разбираемого звена и выполняет только одну операцию — отделение шпал от рельсов.
Звеноразборочная машина располагается на четырёх платформах, по которым перемещаются рельсовые звенья. Пакет звеньев с роликовых платформ путеразборочного поезда затягивается лебёдкой в приёмник пакетов ЗРМ, где верхнее звено захватывается и вводится в приёмные ролики. В агрегате расшивки звено очищается от балласта щётками, шпалы отжимаются от рельсов с отделением скреплений. На линии для перемещения подкладок с костылями и шпал установлены конвейеры. В делителе шпал происходит сортировка шпал на годные и негодные. После снятия противоугонов рельсы спускаются и укладываются в штабели по обеим сторонам платформы. Производительность линии 200 метров путевой решётки в час.
Звеноразборочный стенд оборудован транспортной тележкой, на которой звено подаётся тяговой лебёдкой в агрегат расшивки, где оно разделяется на составляющие элементы, затем тележка перемещается к перегружателю, освобождается от шпал и рельсов и возвращается в исходное положение. Рельсы с перегружателя снимаются краном, а шпалы опускаются на шпальную тележку, которая затем лебёдкой подаётся в сортировщик, где шпалы сортируются и направляются в соответствующие бункеры. Подкладки с костылями скапливаются в поддонах транспортной тележки и периодически убираются краном. Производительность линии 150 метров путевой решётки в час.
На специализированной звеноразборочной поточной линии возможен ремонт звеньев с железобетонными шпалами.